# 東山三条駅
東山三条駅（ひがしやまさんじょうえき）は、かつて京都府京都市東山区にあった京阪電気鉄道京津線の停留場。1997年（平成9年）の京都市営地下鉄東西線開業に伴い京津線京津三条 - 御陵間とともに廃止され、代替駅である「東山駅」に役割が引き継がれた。

## 概要
三条通上に設けられた停留場で、南北に走る東山通の東側に対向式のホームがあった。乗降用ステップを備えた車両しか停車できない関係から、普通列車のみが停車し、急行（1981年廃止）・準急は通過していた。
開業当初は古川町停留所だったが、京阪本線にある古川橋駅との区別から1949年（昭和24年）11月25日に東山三条へ改称された。
1978年（昭和53年）9月までは東山通を走る京都市電東山線と平面交差しており、市電の東山三条停留場との乗換駅でもあった。この東山線との間には、第二次世界大戦中に連絡線が設けられ、戦中戦後には市電側から屎尿輸送の貨物電車が京津線に乗り入れた。その後この連絡線は撤去されている。
もともと当停留場廃止まで、三条駅を介して京阪線と大津線とにまたがる運賃は、それぞれを合算した額が基本だったが、当駅だけは例外で、京阪線系統の駅から三条駅までの運賃に少し上乗せしたような額が適用されていた。
地下鉄東西線開通に伴う当停留場の廃止後、代替駅となる地下鉄東西線の駅は「東山駅」となるが、京都市営バス・京都バス・京阪バスの停留所には現在もその名が残っている。

## 歴史
- 1912年（大正元年）8月15日：京津電気軌道開業時に古川町駅として開業[2]。
- 1927年（昭和2年）1月7日：上り線乗り場に安全地帯を設置。
- 1931年（昭和6年）2月20日：京津線線路の旧東海道から三条通上への移転に伴い、三条通上の併用軌道に移設される。
- 1949年（昭和24年）11月25日：東山三条駅へ改称[2]。
- 1997年（平成9年）10月12日：京津線京津三条 - 御陵間廃線により廃止[2]。代替駅は京都市営地下鉄東西線の東山駅とされる。

## 停留場構造
安全地帯形式の相対式ホーム2面2線を有する停留場であった。前述のとおり、当停留所は乗降用ステップを備えた車両しか停車できないため普通列車を除く各種別は通過した。

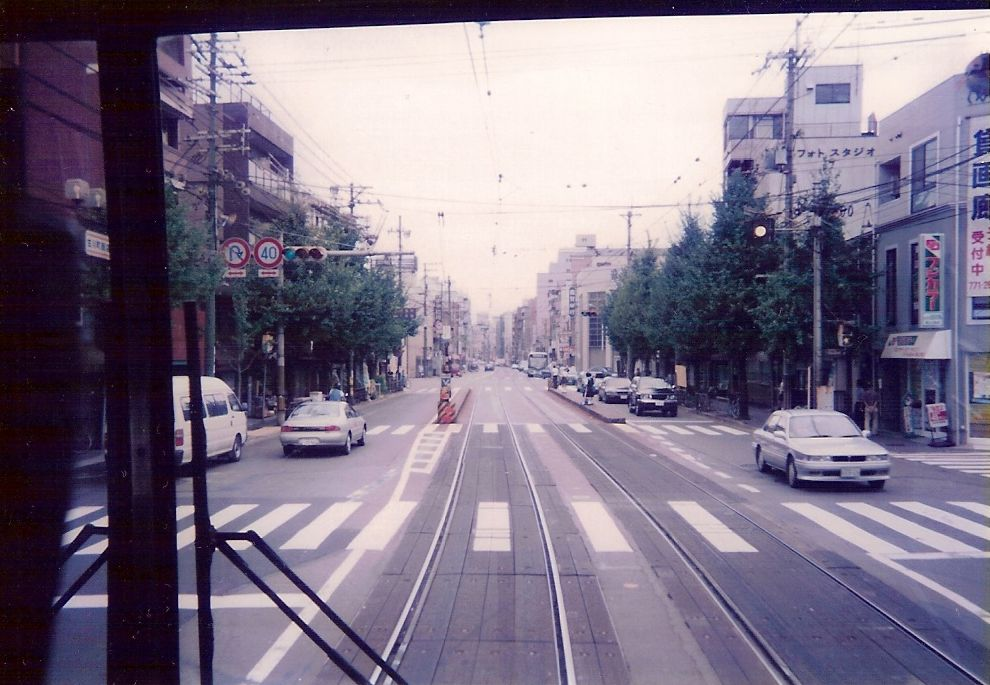
駅（停留場）構内の様子（1997年9月、列車内から）
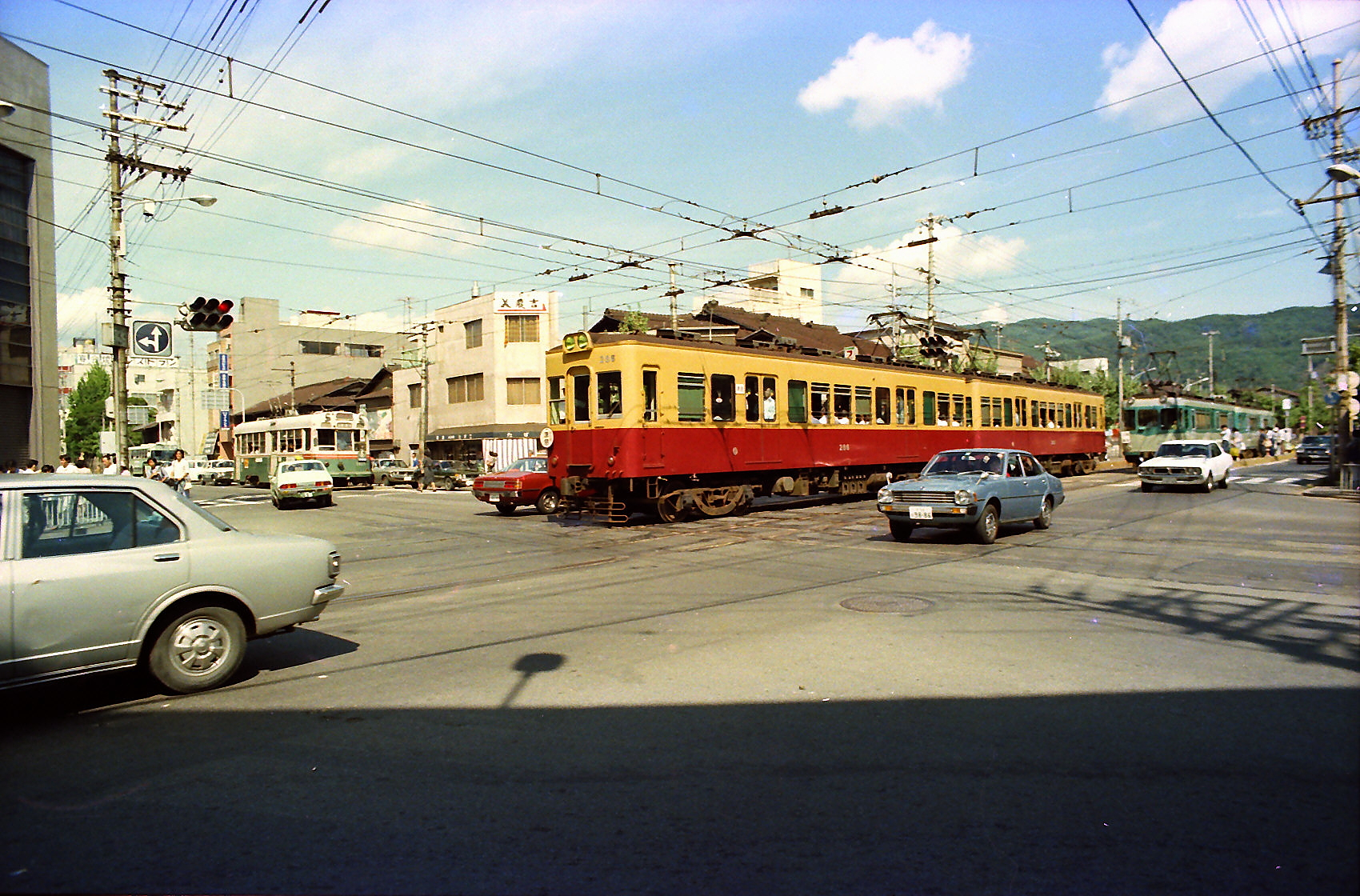
東山三条交差点から東山三条駅方面。京阪80型が当駅に停車中。左側に京都市電東山線の列車が写る
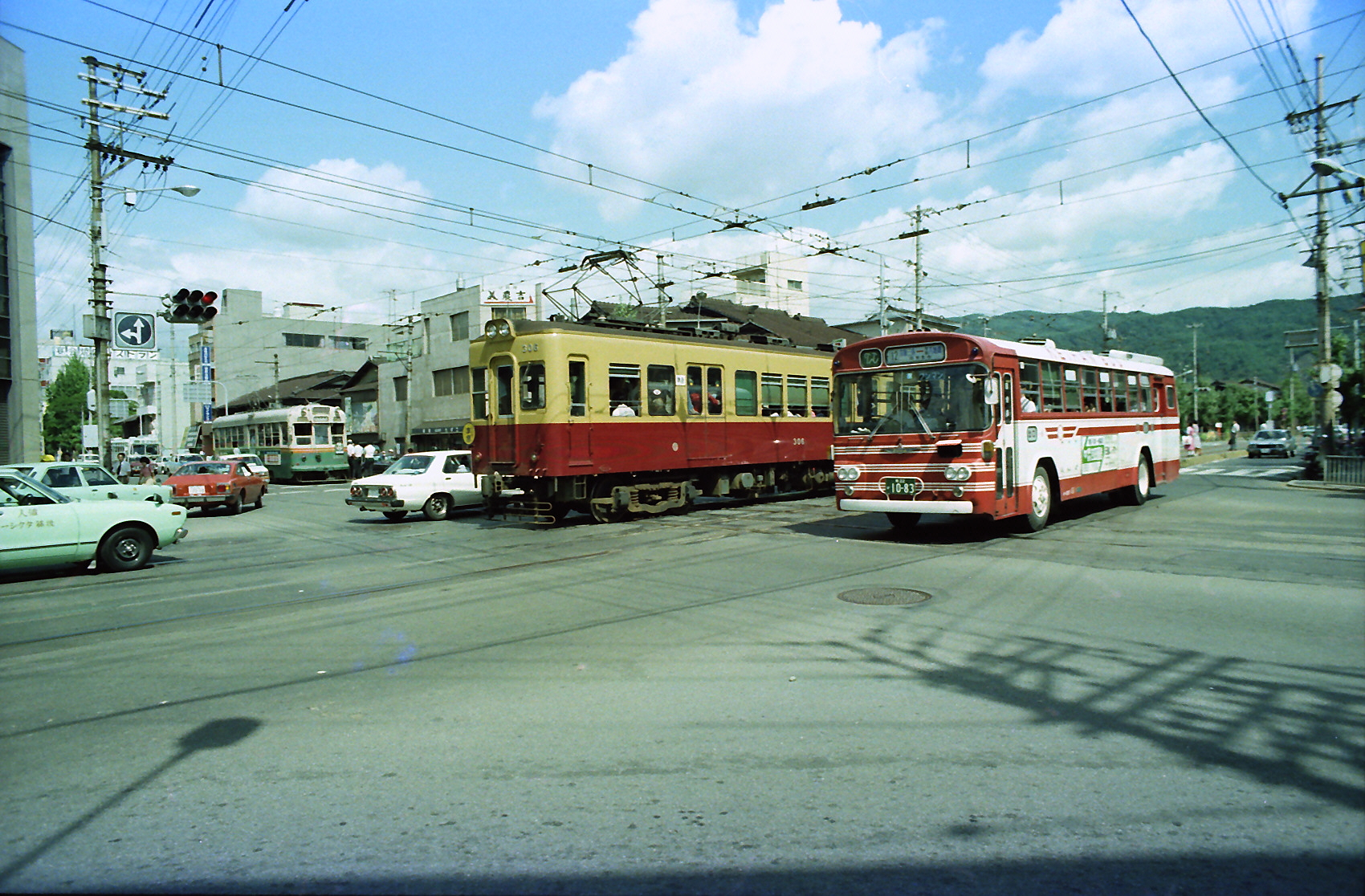
御陵方面へ向かう京阪京津線の列車（中央）と並走する三条京阪方面行きの京阪バス（右）（1978年）

## 利用状況
廃止前の各年度の1日平均乗車人員は以下の通りである。
| 年度               | 1日平均 乗車人員 |
| ------------------ | ---------------- |
| 1991年（平成03年） | 3,306            |
| 1992年（平成04年） | 3,071            |
| 1993年（平成05年） | 2,984            |
| 1994年（平成06年） | 2,899            |
| 1995年（平成07年） | 2,615            |
| 1996年（平成08年） | 2,710            |
| 1997年（平成09年） | 2,093            |

## 隣の停留場
京阪電気鉄道
京津線
京津三条駅 - 東山三条駅 - *平安神宮前駅 - *岡崎道駅 - 蹴上駅
*打消線は廃線以前に廃止された駅。